# رينيه كوربت
رينيه كوربت هو لاعب هوكي جليد كندي، ولد في 25 يونيو 1973 في فيكتوريا فيل في كندا.

## وصلات خارجية
- رينيه كوربت على موقع دوري الهوكي الوطني (الإنجليزية)
- رينيه كوربت على موقع EliteProspects.com (الإنجليزية)
- رينيه كوربت على موقع Eurohockey.com (الإنجليزية)
- رينيه كوربت على موقع HockeyDB.com (الإنجليزية)
- رينيه كوربت على موقع Hockey-Reference.com (الإنجليزية)